# Zim Zum
Zim Zum, właśc. Timothy Michael Linton (ur. 25 czerwca 1969 w Chicago) – amerykański muzyk rockowy, kompozytor, gitarzysta zespołów Life, Sex & Death oraz Marilyn Manson (w latach 1996–1998). Jego obecne projekty to Pleistoscene oraz The Pop Culture Suicides. Pseudonim Zim Zum jest odpowiednikiem pojęcia Tzimtzum (Cimcum), wywodzącego się z nauki Kabały.

## Życiorys
Głównym etapem w jego karierze była współpraca z kapelą Marilyn Manson. Linton był jednym ze stu pięćdziesięciu gitarzystów ubiegających się o posadę w zespole i jednym z piętnastu wysłuchanych przez frontmana. Ostatecznie wypadł najlepiej i towarzyszył zespołowi w latach 1996–1997 na trasie Dead to the World. Fani grupy Marilyn Manson zobaczyli go po raz pierwszy na koncercie zorganizowanym przez wytwórnię Nothing Records, podczas głośnego koncertu zatytułownaego Night of Nothing, który miał miejsce 9 maja 1996 roku w Irving Centre w Nowym Jorku. Jego pierwszy teledysk nagrany wspólnie z grupą to The Beautiful People. Używając scenicznego pseudonimu Zim Zum, Linton stał się pierwszym członkiem kapeli, który nie używał pseudonimu będącego połączeniem imienia seks-symbolu z nazwiskiem seryjnego mordercy. Według Jeordiego White’a (Twiggy Ramirez), jego pseudonim pochodzi od postaci z gry komputerowej Dungeons & Dragons, natomiast Manson twierdzi, iż wywodzi się z koncepcji Kabały, określanej mianem Tzimtzum. Linton przyczynił się do powstania 12. z 14. kawałków wydawnictwa kapeli z 1998 roku pod tytułem Mechanical Animals. Powód, dla którego odszedł z zespołu nie był do końca znany. Sam Marilyn Manson twierdzi, że Linton został wyrzucony za „nadmierne problemy i nie wystarczające zaangażowanie”. Linton został zastąpiony przed rozpoczęciem trasy promującej Mechancal Animals przez Johna 5.